# Pico de Oro 3.ª Sección
Pico de Oro 3.ª Sección es una localidad del municipio de Huimanguillo ubicado en la subregión de la Chontalpa del estado mexicano de Tabasco.

## Geografía
La localidad de Pico de Oro 3.ª Sección se sitúa en las coordenadas geográficas 17°58′16″N 93°38′53″O / 17.971111, -93.648056, a una elevación de 6 metros sobre el nivel del mar.

## Demografía
Según el Conteo de Población y Vivienda 2020, efectuado por el Instituto Nacional de Estadística y Geografía, la localidad de Pico de Oro 3.ª Sección tiene 264 habitantes, de los cuales 120 son del sexo masculino y 144 del sexo femenino. Su tasa de fecundidad es de 2.24 hijos por mujer y tiene 68 viviendas particulares habitadas.
| Gráfica de evolución demográfica de Pico de Oro 3.ª Sección entre 1990 y 2020 |
|                                                                               |
| INEGI.                                                                        |